# 요시 스토리
《요시 스토리》(Yoshi's Story, ヨッシーストーリー)는 닌텐도가 닌텐도 64용으로 배급하고 개발한 횡스크롤 플랫폼 게임이다. 일본에서는 1997년 12월 첫 출시되었으며, 이듬해에 전 세계에 출시되었다. 2007년 Wii의 버추얼 콘솔용으로 재출시되었으며, 나중에 2016년 Wii U의 버추얼 콘솔용으로 재출시되었다.
슈퍼 NES 타이틀 《슈퍼 마리오 요시 아일랜드》의 뒤를 잇는 요시 스토리는 플랫폼 장르를 계속 이어가며 전작과 비슷한 게임플레이를 보여준다. 그러나 요시 스토리는 더 퍼즐 지향적인 방향을 두고 있으며 전략적 수단으로 고득점 성취와 맞물린 도전적인 면이 강조된다. 팝업 스토리북을 배경으로 하는 이 게임은 생생한 미리 렌더링된 3D 그래픽스를 제공하며 카드보드 ,직물, 플라스틱, 나무 등 각기 다른 물질로 구성된 세상을 묘사하고 있다.

## 평가
처음 출시된 이후 메타크리틱은 9개 리뷰에 기반하여 요시 스토리에 100점 만점 중 65점이라는 혼재된 평균 평점을 주었다. 게임스팟의 조 필더는 요시 스토리가 분명 젊은 플레이어들이 빠르게 플레이할 수 있고 어느 정도 성취감을 느낄 수 있도록 설계되어 렌탈용으로는 최고라고 언급하였다.